# Pieter Seuren
Pieter Albertus Maria Seuren (Haarlem, 9 juli 1934 – 6 november 2021) was een Nederlandse taalkundige, auteur, hoogleraar en onderzoeker.

## Levensloop
In 1945 werd Seuren leerling van het St. Ignatius-College te Amsterdam. Hij deed in 1951 eindexamen gymnasium-alpha. Van 1951 tot 1958 studeerde hij klassieke talen en algemene taalwetenschap aan de Universiteit van Amsterdam, waar hij als assistent voor Algemene Taalwetenschap was aangesteld van 1955 tot 1959. Daarna was hij tot 1963 hij leraar klassieke talen aan het Pius X Lyceum in Amsterdam-West. In 1963 werd hij fulltime medewerker bij een door de Europese Gemeenschap gefinancierd en door prof. Evert W. Beth geleid onderzoeksproject op het gebied van het automatisch vertalen. Nadat dit eind 1963 abrupt beëindigd was, werd Seuren medewerker aan de Rijksuniversiteit Groningen onder Piet Verburg. In 1967 werd hij 'lecturer in linguistics', eerst aan Darwin College van de Universiteit van Cambridge en in 1970 aan Magdalen College van de Universiteit van Oxford. Hij promoveerde in januari 1969 cum laude aan de Rijksuniversiteit te Utrecht op het proefschrift Operators and Nucleus.
In 1974 werd Seuren hoogleraar taalfilosofie, daarna theoretische taalkunde, aan de Katholieke Universiteit Nijmegen, de latere Radboud Universiteit. Hij heeft voor en na zijn emeritaat gastdocentschappen en researchposities vervuld aan talloze universiteiten en instellingen. In 1988 werd hij gekozen tot lid van de Koninklijke Nederlandse Akademie van Wetenschappen (KNAW). In 1996 ontving hij een eredoctoraat van de Universiteit van Glasgow. Sinds zijn emeritaat in 1999 was hij als gastonderzoeker verbonden aan het Max Planck Instituut voor Psycholinguïstiek te Nijmegen.
Seuren overleed op 87-jarige leeftijd.

## Wetenschappelijk werk
Op het gebied van de theoretische taalkunde nam Seuren een onafhankelijke positie in, waarbij hij zich niet alleen afzette tegen de taalopvatting van Noam Chomsky (2004), maar ook tegen de mogelijke-werelden-semantiek van Richard Montague en tegen de zogenaamde 'cognitivistische' taalkunde. In zijn ogen waren alle drie genoemde richtingen in strijd met de principes van een goede empirisch-verklarende wetenschappelijke methodologie: de eerste twee voornamelijk omdat zij overgeformaliseerd zijn en niet geïntegreerd in de natuurlijke ecologische omgeving waarin taal bestaat en gebruikt wordt, de laatste vooral omdat zij een ideologisch gefundeerde afkeer heeft van elke hypothese omtrent onderliggende causale mechanismen en ook elke vorm van formalisering afwijst. Alle drie genoemde richtingen sneuvelen, volgens hem, wanneer ze zorgvuldig aan de taalfeiten worden getoetst. Voor hem was een grammatica een formeel top-down regelsysteem, gekoppeld aan een lexicon, dat logisch-semantische structuren omzet in oppervlaktestructuren. Seuren bewandelde een middenweg tussen informele analyse en argumentatie enerzijds en complete formalisering anderzijds. Zijn devies was: formaliseer waar het kan, maar bedrijf meer traditionele vormen van wetenschap wanneer een adequate formalisering (vooralsnog) onmogelijk is. Deze principes zijn uitgewerkt in zijn boek ‘’Language in Cognition’’ van 2009. 
In taaltheoretisch opzicht heeft Seuren zich gespecialiseerd in: 
1. de theorie van de grammatica en de semantiek en hun onderlinge verbanden (1969, 1975, 1996, 2009)
2. de relatie tussen taalstructuren met hun betekenis enerzijds en de corresponderende logische structuren anderzijds, met nadruk op logisch-semantische scope-verschijnselen (1969, 1975, 1985, 2010)
3. het ontwerpen van een geheel geformaliseerd syntaxismodel, de zg. ‘’Semantische Syntaxis’’, die logisch-semantische representaties van zinnen met behulp van een systeem van transformaties omzet in zg. oppervlaktestructuren (1996)
4. de analyse van het begrip betekenis (1975, 2009)
5. de theorie van de semantische presupposities en de daarbij horende meerwaardige logica (1975, 1985, 2010)
6. de zo veel mogelijk formele analyse van de kontekstafhankelijkheid van zinnen in taalgebruik (1985, 2009, 2010)
7. het ontwikkelen van een zg. 'natuurlijke' logica, die afwijkt van de standaard (Russelliaanse) logica maar niettemin logisch zuiver is en functioneler dan de standaardlogica, en die bovendien beter aansluit bij natuurlijke logische intuïties, waardoor de door Grice geïntroduceerde ‘pragmatische principes’ overbodig worden (2010).

Naast zijn puur theoretische belangstelling had Seuren sinds de jaren negentig ook naam gemaakt als historicus, speciaal als historicus van de taalwetenschap (1998). Een eerdere zijtak van zijn werk was, van circa 1980 tot 1995, de studie van het ontstaan en de structuur van Creolentalen, met name het op het Engels gebaseerde Sranan (gesproken in Suriname) en het op het Franse gebaseerde Mauritiaans Creools (gesproken op het eiland Mauritius in de Indische Oceaan). In deze context richtte hij, samen met Herman Wekker, in 1980 het IBS (Instituut ter Bevordering van de Surinamistiek) op, met het bijbehorende tijdschrift Oso, dat nog steeds een bloeiend bestaan leidt. In 1982 richtte hij de Journal of Semantics op, nu uitgegeven door Oxford University Press. Ook in 1982 ontwierp hij een nieuwe, meer internationaal georiënteerde, spelling voor het Sranan, die kort daarop bij wet werd ingevoerd. 
In 2009 gaf Seuren een kritische en uitgebreid onderbouwde reactie op de volgens sommige critici ethnocentrische en islamofobe geschiedvervalsingen in het boek Aristote au Mont Saint-Michel. Les racines grecques de l’Europe chrétienne, een bestseller van de historicus Sylvain Gouguenheim.
Van zijn fascinatie voor geschiedenis en andere culturen getuigt ook de populair-wetenschappelijke boekpublicatie Excursies in de tijd uit 2016.